# راکول هایمت
راکول آر پی آر وی-۸۷۰ هایمت (انگلیسی: Rockwell HiMAT) برنامه ناسا برای توسعه فناوری جهت جنگنده‌های نسل آینده بود. هایمت کوته‌نوشت عبارت انگلیسی (Highly Maneuverable Aircraft Technology) و به معنای فناوری هواپیما با قابلیت مانور بسیار زیاد می‌باشد. از جمله فناوری‌های مورد آزمایش می‌توان از کانارد دوتایی ، کنترل پرواز کاملاً دیجیتال (همینطور کنترل رانش)، مواد مرکب (گرافیت و فایبرگلاس)، کنترل پرواز از راه دور، دید مصنوعی و تعدادی دیگر می‌توان نام برد. شرکت راکول برنده و تولیدکننده این طرح شد.

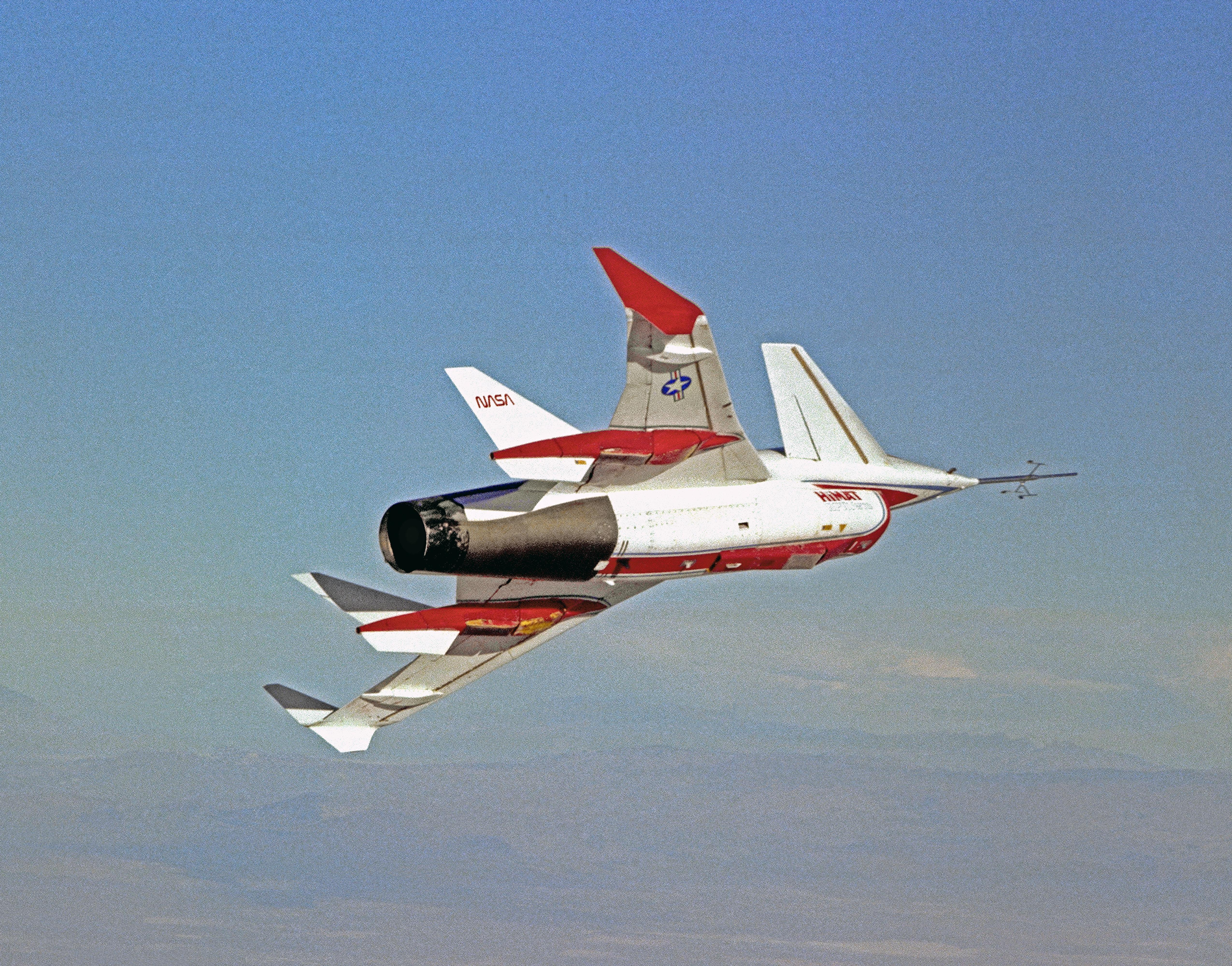
پرواز هایمت از پایگاه هوایی ادوارذز

## طرح و توسعه
در پی تصمیم گروه طراحی راکول مبنی بر مزایای عدم وجود سرنشین در هواپیما،‌های مت به یک پهپاد تبدیل شد. توجیه گروه طراحی حذف خطر آسیب به سرنشین در موارد سقوط یا آسیب دیدگی هواپیما، همچنین کاهش هزینه تمام شده طرح بود و این به معنی اینست که نیاز به نصب صندلی‌پران نیز نیست. این هواپیما به وسیلهٔ خلبانِ خارج از کابین هدایت می‌شود. خلبان در مقری مخصوص در پایگاه هوایی یا مکان سطحی مشابه مستقر شده و اقدام به هدایت هواپیما به وسیلهٔ دید مصنوعی که توسط دوربینهای هواپیما دریافت می‌شود، می‌کند. سیگنال‌های کنترلی از مرکز کنترل پرواز در کابین خارجی خلبان واقع بر روی زمین از راه دور به هواپیما ارسال و تله متری هواپیما با سیگنال‌های خروجی بر صفحه نمایش کنترل خلبان در کابین خارجی نمایش داده می‌شود. اولین پرواز در ۱۹۷۹ میلادی انجام و آزمایش‌ها در ۱۹۸۳ کامل شدند.

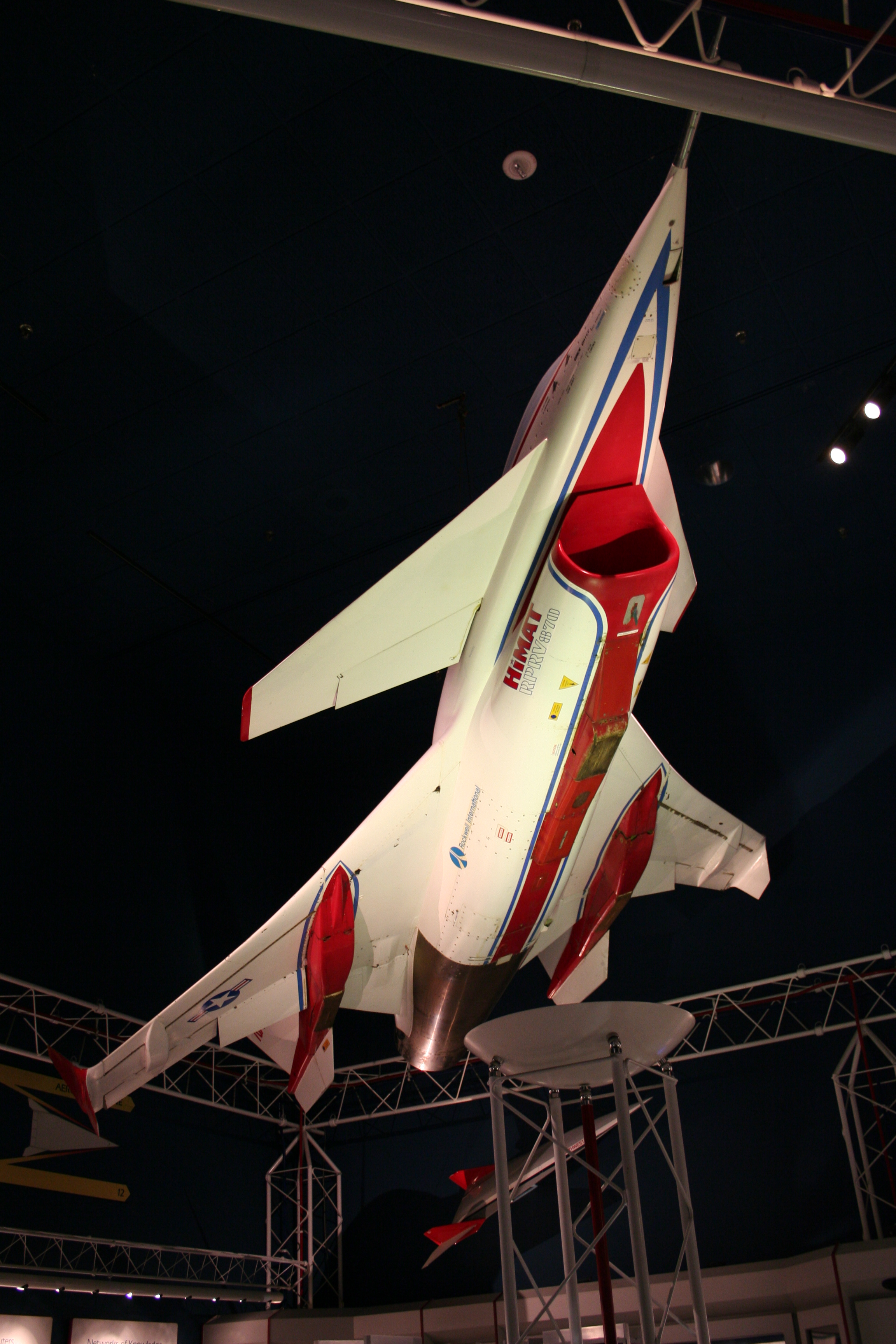
هایمت در موزه ملی هوا فضا

## کاربران
ایالات متحده
ناسا

## سرانجام
دو هواپیمای تجربی ساخته شده برای برنامه ناسا اکنون در موزه ملی هوا فضا و مرکز تحقیقات پرواز آرمسترانگ، در معرض دید علاقه‌مندان درقرار دارند.

## مشخصات
اطلاعات از سایت رسمی بوئینگ
- خدمه: ندارد
- طول: ۶/۸۶ متر
- پهنای بال: ۴/۷۵ متر
- ارتفاع: ۱/۳۱ متر
- حداکثر وزن برخاست: ۱٬۵۴۲ کیلوگرم
- حداکثر سرعت: ۱٬۹۶۰ کیلومتربرساعت، ۱٫۶ ماخ
- پیشرانه: ۱ موتور جنرال الکتریک جِی ۲۱-۸۵ توربوجت

## اطلاعات بیشتر
- Kempel, Robert W; Earls, Michael R (1988). Flight Control Systems Development and Flight Test Experience with the HiMAT Research Vehicles. NASA. OCLC 22037291. Technical paper 2822; Accession number N89-15929.
- Duke, Eugene L; Jones, Frank P; Roncoli, Ralph B (1986). Development and Flight Test of an Experimental Maneuver Autopilot for a Highly Maneuverable Aircraft. NASA. OCLC 21916352. Technical report 2618; Accession number N88-21153.